# 주디 프레스콧

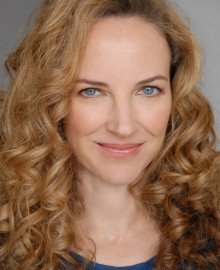

주디 프레스콧(Judy Prescott)은 미국의 배우, 텔레비전 배우, 영화배우이다.
미국 뉴저지주 마운틴레익스에서 성장하였다.

## 영화
- 버그 (2002년)
- 레이디스 룸 L.A (2000년)
- 히트 앤 런어웨이 (1999년)
- 스트랭글러 (1989년)
- 금지된 사랑 (1989년)